# Mambo (danza)

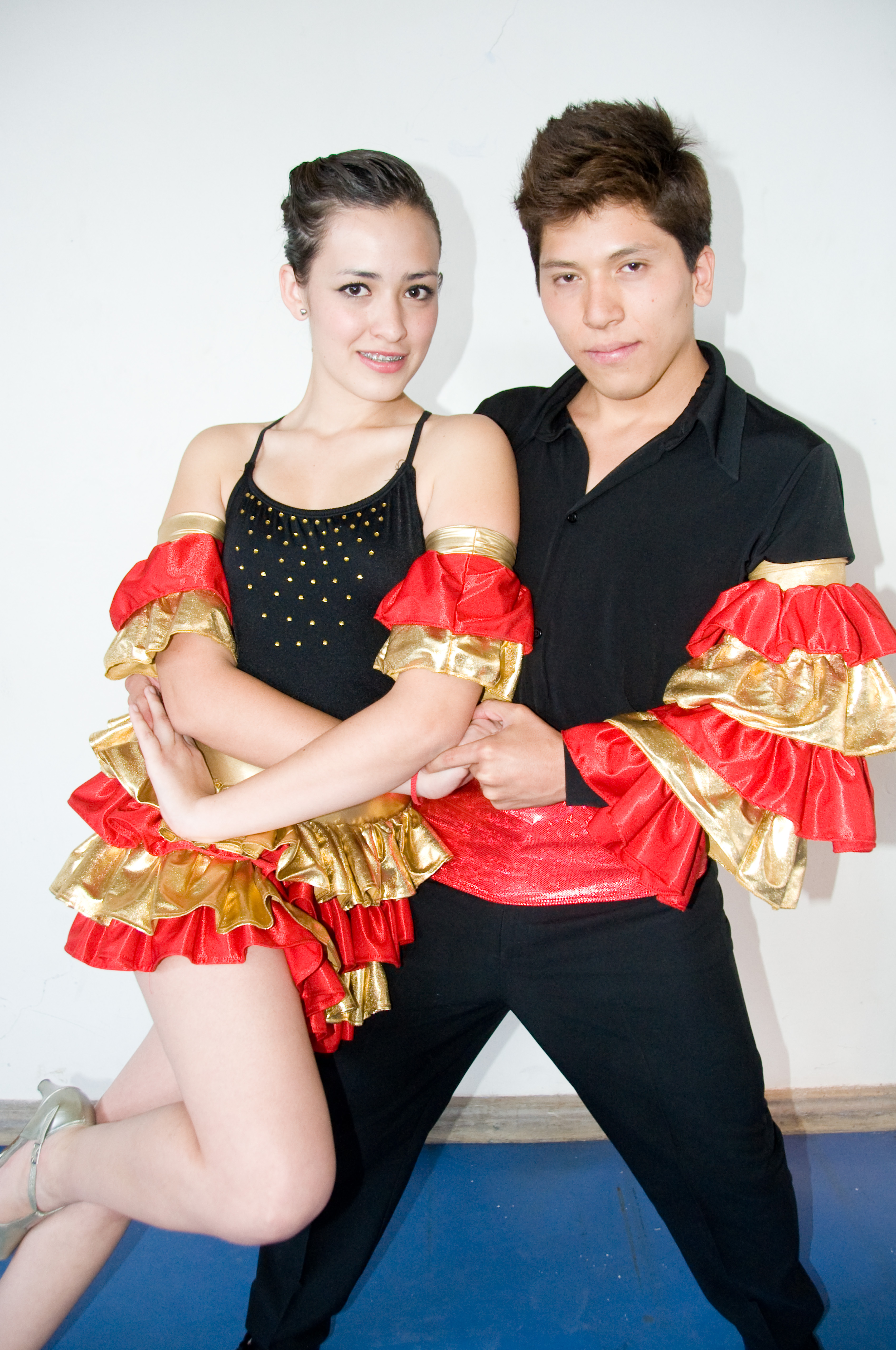
Ballerini di mambo presso il Campus ITESM di Città del Messico

Il mambo è una danza latina cubana nata negli anni '40, quando l'omonimo genere musicale divenne popolare in tutta l'America Latina. L'originale ballo da sala emerso a Cuba e in Messico era imparentato con il danzón, sebbene più veloce e meno rigido. Negli Stati Uniti, sostituì la rumba come la danza latina più in voga. Più tardi, con l'avvento della salsa e la sua danza, a New York divenne popolare un nuovo tipo di danza mambo, comprendente passi di cambi. Questa versione ha ricevuto il nome di "salsa on 2", "mambo on 2" o "mambo moderno".

## Storia

### Origini del mambo
A metà degli anni '40, un direttore di banda musicale inventò una danza per una nuova forma di musica nota come musica mambo, prendendo il nome dalla canzone Mambo del 1938, una canzone da charanga che aveva reso popolare una nuova forma di Danzón conosciuta come "danzon mambo". Questa era una forma sincopata e meno rigida del danzón, che consentiva ai ballerini di esprimersi più liberamente durante l'ultima sezione, nota come "sezione mambo". Dall'Havana, Pérez Prado portò la sua musica in Messico, dove vennero adottate la sua musica e la sua danza. La danza del mambo originale era caratterizzata da libertà e da passi complicati. La danza mambo che è stata lanciata da Pérez Prado e che era popolare negli anni '40 e '50 a Cuba, in Messico e New York, è completamente diversa dalla danza moderna che i newyorkesi chiamano oggi "mambo" e che è anche conosciuta come "salsa on 2". La danza mambo originale non contiene alcun passo di cambio né passi base in generale. La danza cubana non fu accettata da molti insegnanti di danza professionisti. I ballerini cubani descrivono il mambo come un "sentire la musica", in cui suono e movimento si fondono attraverso il corpo. Gli insegnanti di danza professionisti negli Stati Uniti hanno visto questo approccio alla danza come "estremo", "privo di disciplina", e quindi hanno ritenuto necessario standardizzare la danza per presentarla come merce vendibile per il mercato del ballo da sala.
Negli anni '40, il ballerino portoricano Pedro Aguilar, noto come "Cuban Pete", e sua moglie divennero popolari come i migliori ballerini di mambo dell'epoca, ballando regolarmente al Palladium di New York. "Cuban Pete" è stato nominato "il più grande ballerino di mambo di sempre" dalla rivista Life e dal leggendario Tito Puente. Pedro Aguilar fu soprannominato "Cuban Pete" ed el cuchillo per il suo stile di danza mambo.

### Americanizzazione
La moderna danza mambo newyorkese è stata resa popolare tra la fine degli anni '60 e gli anni '70 da George Vascones, presidente di un gruppo di ballo noto come Latin Symbolics, del Bronx, New York. George Vascones continuò la tradizione della danza mambo, iniziata due decenni prima durante l'Era del Palladium. Fu seguito negli anni '80 da Eddie Torres, Angel Rodriguez della RazzM'Tazz Mambo Dance Company e altri, molti dei quali erano portoricani di New York di seconda generazione. Questo stile è talvolta ballato con la musica mambo, ma più spesso con la salsa dura (salsa old school). Viene chiamato "mambo on 2" perché l'interruzione, o cambio di direzione, nel passo base avviene sul conteggio di 2. Le scuole di Eddie Torres e Razz M'Tazz hanno ciascuna passaggi di base diversi, anche se condividono le stesse caratteristiche di base. Eddie Torres descrive la sua versione come uno stile da "strada" sviluppata da ciò che vedeva nelle strade del Bronx. La versione RazzM'Tazz è più vicina al mambo del Palladium, il cui passo fondamentale era a sua volta derivato dal son cubano, con il quale condivide i suoi tempi (234 - 678, con pause su 1 e 5); entrambi gli stili derivano dal mambo americano con i passi freestyle basati su passi jazz e di tip tap.